# مقاطعة واين (ميسيسيبي)
مقاطعة واين هي مقاطعة في مسيسيبي، بلغ عدد سكانها 20٬747  نسمة، في 2010، عاصمتها واينيسبورو.

## الموقع
تشترك في الحدود مع:
- مقاطعة كلارك (ميسيسيبي)
- مقاطعة غرين (ميسيسيبي)
- مقاطعة بيري (ميسيسيبي).

## التقسيمات الإدارية
- واينيسبورو.